# SDL plc
SDL plc (раніше SDL International) — британська компанія, що займається перекладами, локалізацією, а також розробляє системи автоматизованого перекладу. Заснована у 1992 році. Штаб-квартира розташована у Мейденхеді, Велика Британія. Компанія зареєстрована на Лондонській фондовій біржі 7 грудня 1999 р.
SDL є абревіатурою від «Software and Documentation Localization» («Локалізація програмного забезпечення й документації»). Основний програмний продукт — система Trados Studio.
У червні 2005 року SDL International придбала Trados, включивши цей продукт в об'єднаний пакет SDL Trados.
Має представництва у 38 країнах, зокрема, в Італії, Франції, Японії, Індії, а також в Україні (Київ).
У 2020 році компанію SDL придбала компанія RWS.